# Isabel Bruce
Isabel Bruce, ibland Isabella de Brus, Isobail a Brus eller Isabella Robertsdotter Brus, född 1272, död 1358, var norsk drottning (kungagemål), gift med Erik Magnusson av Norge. 

## Biografi
Isabel var dotter till Robert Bruce (1243-1304) och grevinnan Marjorie av Carrick och syster till kung Robert I av Skottland. Som 21-åring giftes hon med norske kung Erik i Bergen 1293. Detta var Eriks andra gifte, då han tidigare varit gift med Margareta av Skottland. 
Isabel fick ingen son, men var mor till Ingeborg Eriksdotter och arrangerade själv dennes äktenskap med svenske hertig Valdemar Magnusson 1312. 
Kungen dog 1299 och lämnade Isabel som änka vid 26 års ålder. Ny kung blev Eriks bror Håkon Magnusson. Isabel stannade i Norge som änka och hennes liv som änkedrottning är idag mer känt än hennes liv som drottning. Hon deltog i officiella ceremonier, som då hon 1305 tillsammans med kungaparet närvarade vid biskopsinvigningen av Arne Sigurdssön i Bergen. Hon hade en god relation med kyrkan, donerade egendomar till den och mottog hus från den 1324. 1312 ska hon ha agerat medlare i en konflikt mellan Orkney, Shetland och Skottland och sände soldater till Skottland. 1339 benådade Norges kung en fånge på hennes begäran. 1357 blev hon sin dotters arvtagare.